# Идиом
Идио́м (др.-греч. ἰδίωμα, фр. idiome «язык, наречие») — получивший распространение в лингвистике XX века обобщающий термин для естественно-языковой знаковой системы; объединяет понятия язык, диалект, говор, социолект и др. Используется для того, чтобы подчеркнуть общие свойства всех этих систем, или же в спорных случаях, когда дискуссионен сам вопрос «язык или диалект?» (такая ситуация возникает весьма часто).